# マクエンスビル
マクエンスビル (McEwensville) は、アメリカ合衆国ペンシルベニア州ノーサンバーランド郡にある区（バラ）である。2000年現在の人口は314人。

## 地理
マクエンスビルは北緯41度4分20秒、西経76度49分7秒にある。アメリカ国勢調査局によると、マクエンスビルの総面積は0.3km2で、すべて陸地である。

## 人口
2000年の国勢調査によると、マクエンスビルの人口は314人であり、116世帯、83家族が居住している。人口密度は 1平方キロメートルあたり1,212.4人である。123軒の家があり、1平方キロメートルあたり474.9軒の家が建っている。町の人種構成は、98.41%が白人、1.59%が黒人ないしアフリカ系アメリカ人、0.00%がアメリカ先住民、0.00%がアジア人、0.00%が太平洋諸島系、0.00%がその他の人種であり、0.00%は混血である。人口の0.32%はラテン系である。
全世帯の38.8%には18歳未満の子供が同居しており、62.1%は夫婦で一緒に生活している。6.9%は夫のいない女性が世帯主であり、28.4%は独身である。全世帯の21.6%は一人暮らしであり、7.8%が65歳以上である。平均世帯人数は2.71人、平均家族人数は3.07人である。
マクエンスビルの人口は、32.8%が18歳未満、18歳以上24歳以下が6.4%、25歳以上44歳以下が29.9%、45歳以上64歳以下が16.6%、65歳以上が14.3%である。年齢の中央値は31歳である。女性100人に対して男性は92.6人であり、18歳以上の100人の女性に対して男性は95.4人である。
町の1世帯あたりの平均収入は35,500ドルであり、1家族あたりの平均収入は39,250ドルである。男性の平均収入が28,125ドルに対し、女性の平均収入は21,250ドルである。1人あたりの収入は15,309ドルである。人口の6.9%（全家族の4.8%）が極貧層である。18歳以下の住民の3.2%、65歳以上の住民の8.0%は貧しい生活を送っている。